# Aram Arakelyan
Aram Arakelyan (en arménien Արամ Առաքելյան) né le 24 octobre[Quand ?] à Gyumri en Arménie, est un acteur français d'origine arménienne.

## Biographie
Aram Arakelyan est notamment connu pour le rôle titre dans La Balade d'Ivan, sorti le 27 novembre 2019, inspiré d'un texte de Maurice Blanchot[réf. nécessaire].

## Filmographie

### Cinéma
- 2018 : Les Affamés de Léa Frédeval[4]
- 2018 : Un peuple et son roi de Pierre Schoeller[5]
- 2018 : Demi-sœurs de Saphia Azzeddine et François-Régis Jeanne : le poète
- 2019 : Zam Zam[6] de Neelakanta (en) : Andreï
- 2019 : That is Mahalakshmi (en)[7] de Prasanth Varma : Constantin
- 2019 : La Balade d'Ivan de Claude Chamis : Ivan

### Télévision
- 2020 : Anatolian Story de Hrachya Keshishyan (en) : Unknown passenger[Quoi ?]

## Sport

### Judo
- Champion du Val-de-Marne[8] -73kg en 2015, qualifié aux championnats de France juniors en remportant la médaille d'or contre Dylan Roche.

### Sambo
Il remporte, en 2015, la médaille d'argent de la 15e édition du Grand Prix de Paris.